# Within Temptation
Within Temptation este o formație symphonic metal olandeză, fondată în 1996 de către chitaristul Robert Westerholt și cântăreața Sharon den Adel. După ce obține un contract de management cu DSFA Records, grupul lansează două albume gothic metal numite Enter (1997) și The Dance (1998) cu ajutorul cărora se afirmă în Benelux. Succesul comercial este obținut odată cu abordarea unui stil mai comercial și prin lansarea materialului Mother Earth (2000), care obține atât aprecierea publicului cât și a criticilor de specialitate.
După mai multe schimbări de componență ce au avut loc în stagiunea 2001-2002, grupul revine cu un album de metal simfonic intitulat The Silent Force (2004); acesta avea să-i ajute pe membrii Within Temptation să câștige mai multe trofee la gala Premiilor Muzicale Mondiale. În cea de-a doua jumătate a deceniului I Within Temptation a lansat The Heart of Everything, Black Symphony și An Acoustic Night at the Theatre, trei materiale discografice care au sporit popularitatea grupului la nivel internațional. Cel de-al cincilea album de studio al formației, numit The Unforgiving, a fost lansat în martie 2011 și s-a bucurat de succes critic și comercial. În 2012, Within Temptation și-a sărbătorit a cincisprezecea aniversare prin concertul Elements, de la arena Sportpaleis din Antwerp din Belgia.
Cel de-al șaselea album de-al lor, Hydra a fost lansat la 4 februarie 2014 în Statele Unite. La acesta au colaborat mai mulți cântăreți precum Tarja Turunen, Howard Jones, Dave Pirner și Xzibit. În prezent, formația înregistrează noi piese și se pregătește de turneul „Theater Tour” care va avea loc în Țările de Jos. În 2014 au renunțat și la agenția de impresariat AT Productions semnând cu Martijn Swier, cu care au lucrat timp de mai mulți ani.
Fiind o formație recunoscută și apreciată pentru versatilitatea muzicală demonstrată (vedeți aici), Within Temptation a câștigat o serie de trofee și distincții (vedeți aici), iar materialele sale discografice au fost comercializate în peste 3 milioane de exemplare la nivel internațional.
În 2019, apare cel de-al 7-lea album, intitulat Resist, unde au colaborat alți artiști renumiți, precum Jacoby Shaddix, solistul formației Papa Roach. 

## Istoria formației

### Începutul. The Circle (1992 — 1996)
Planurile chitaristului neerlandez Robert Westerholt cu privire la înființarea propriei formații apăreau pe parcursul anului 1992. Ulterior, în adolescență, tânărul muzician a urmat cursuri de chitară, la îndemnul părinților. Fiind influențat de muzica înregistrată de Tori Amos și Paradise Lost, Westerholt a început să compună propriile sale cântece, colegul său din liceu, claviaturistul Martijn Westerholt susținându-l îndeaproape. Cei doi instrumentiști au pus bazele unei formații numite The Circle, iar la finele anului 1992, primul lor disc a fost imprimat, purtând numele „Symphony No. 1”. La scurt timp însă, cântărețul grupului, Ernst van der Loo, și unul dintre chitariști, Arijan Groenedijk, au părăsit proiectul. Ulterior, interpreta Carmen van der Ploeg și basistul Ciro Palma se alăturau grupului, care avea să primească un contract de management; nefiind mulțumiți de clauzele acordului, câțiva dintre membrii formației au demisionat, iar grupul The Circle s-a desființat.
Continuându-și studiile, Robert Westerholt a întâlnit-o la liceul pe tânăra cântăreață Sharon den Adel, în primăvara anului 1996. După ce a participat la una dintre repetițiile formației din care den Adel făcea parte, chitaristul i-a propus acesteia să i se alăture într-un nou proiect. Fiind completată de chitaristul Michiel Papenhove, claviaturistul Martijn Westerholt și bateristul Ivar de Graaf, formația a primit numele Within Temptation. După ce a organizat sesiuni de înregistrare în studiourile Moskou din orașul Utrecht, grupul a creat câteva discuri demonstrative. De îndată ce unul dintre discuri a ajuns la casa de discuri DSFA Records, cele două părți au semnat un contract de management. La o săptămână după obținerea contractului, componenții formației au început munca la primul material discografic.

### Primele materiale discografice (1997 — 1999)

Componenţa Within Temptation la realizarea albumului Enter. De la stânga la dreapta: Ivar de Graaf, Jeroen van Veen, Sharon den Adel, Martijn Westerholt, Robert Westerholt și Michiel Papenhove

După trei săptămâni de înregistrări și reorchestrări, primul album de studio al formației, intitulat Enter era finalizat. Într-un interviu acordat publicației neerlandeze Starfacts Robert Westerholt declara că procesul de imprimare a discului a fost „o experiență plăcută și foarte profesionistă”. Lansarea oficială a albumului Enter a avut loc la data de 7 aprilie 1997, fiind precedată de publicarea primului disc single al formației, intitulat „Restless”. Albumul a stârnit aprecierile criticilor de specialitate, care remarcau vocea „catifelată” a lui Sharon den Adel, dar și orchestrațiile specifice muzicii metal, influențată de stilurile gotic și simfonic. Recenzorii au aclamat dialogul vocal dintre Robert Westerholt (voce agresivă) și Sharon den Adel (soprană), „care te duc cu gândul la Theatre of Tragedy sau Orphanage, dar clapele și orchestrațiile ample conferă pieselor o tentă simfonică.”
În prima parte a anului 2007 grupul concerta adesea împreună cu formația Orphanage, iar popularitatea lor creștea simțitor în Țările de Jos. La data de 17 mai 1997 ansamblul Within Temptation era invitat să concerteze pe scena unuia dintre cele mai mari festivaluri de muzică metal din Țările de Jos, Dynamo Open Air, care a avut loc în orașul Eindhoven. Atât Enter, cât și „Restless” au evoluat mediocru în clasamentele de specialitate din Țările de Jos, neavând parte de promovare adiacentă lansării lor. Pe parcursul anului 1997, în timp ce formația susținea un turneu regional, basistul Ivar de Graaf a demisionat și a fost înlocuit de către Ciro Palma.
La data de 21 iulie 1998 a început comercializarea unui nou material discografic, intitulat The Dance. Fiind un disc în format extended play, acesta conține câteva cântece noi precum „The Dance” sau „The Other Half (of Me)”, dar și versiuni remixate ale unor piese de pe albumul Enter: „Restless”, „Candles” și „Pearls of Light”. Pe parcursul anului 1999 formația și-a întrerupt seria de concerte, pentru a-și lansa propriul studio de înregistrări. La finele aceluiași an membrii Within Temptation începeau înregistrările pentru un nou album de studio.

### Succesul european, «Mother Earth» și «The Silent Force» (2000 — 2006)

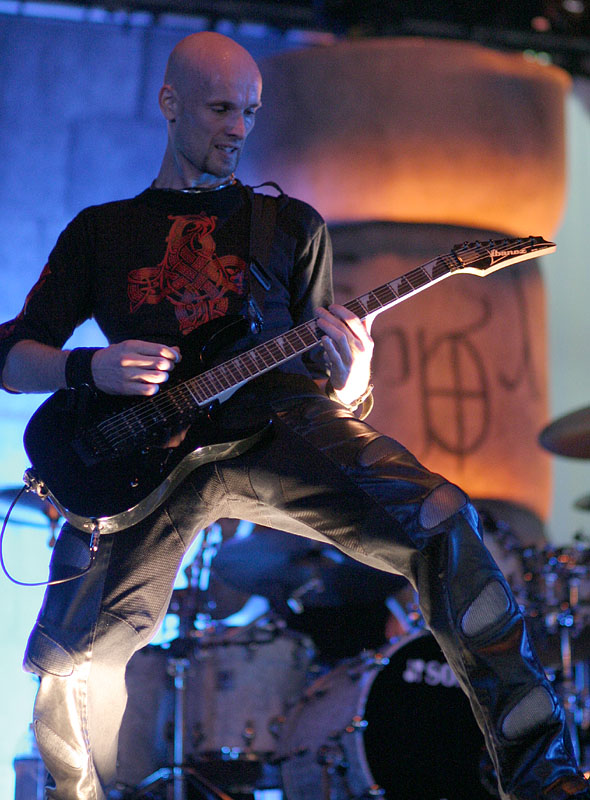
Robert Westerholt în concert cu Within Temptation, aprilie 2005.

Membrii grupului Within Temptation revin pe scenă în primăvara anului 2000, perioadă în care participă la câteva dintre cele mai importante festivaluri muzicale din Benelux: Waterpop, Bospop și Lowlands. Concomitent ei finalizau înregistrarea celui de-al doilea album de studio, intitulat Mother Earth; odată cu apariția acestui proiect, formația preferă o abordare mai melodioasă a metalului gotic, Robert Westerholt renunțând la pasajele vocale în favoarea cântăreței Sharon den Adel, al cărui glas era din ce în ce mai apreciat. Discul Mother Earth este lansat în decembrie 2000 în Benelux prin intermediul casei de discuri DSFA Records și primește recenzii extrem de favorabile din partea criticilor, publicația Allmusic concluzionând astfel: „[Mother Earth] este un album de reper, care a impus noi standarde pentru creativitate, muzicalitate și gust – nu numai pentru metal, ci și pentru toate celelalte genuri”. Mother Earth este numit „albumul lunii” de către revistele OOR, Aardschok și Music Maker, iar publicația Aloha vede în Within Temptation un grup în pragul afirmării. Calitatea discului este confirmată prin succesul comercial obținut, albumul ocupând constant cele mai înalte poziții în clasamentele de specialitate din Benelux; Mother Earth este certificat cu disc de platină în Țările de Jos (70.000 de exemplare vândute) și disc de aur în Belgia (25.000 de copii comercializate).
Pe parcursul stagiunii 2001-2002 grupul concertează intens în Europa Continentală, una dintre cele mai de succes apariții fiind pe scena festivalului Pinkpop în fața a 100.000 de spectatori. În același timp erau extrase pe single compozițiile ritmate „Ice Queen” și „Mother Earth”, dar și balada „Our Farewell” — primele două menționate s-au bucurat de succes în clasamente, sporind popularitatea albumului de proveniență. Activitatea intensă a formației din perioada respectivă îi determină pe unii dintre membri să cedeze, astfel explicându-se frecventele schimbări de componență în urma cărora Ruud Jolie vine ca al doilea chitarist, Martijn Spierenburg ocupă postul de claviaturist, iar Stephen van Haestregt este numit bateristul proiectului. Martijn Westerholt, claviaturistul care a părăsit formația din cauza îmbolnăvirii de mononucleoză infecțioasă, avea să pune bazele propriului său proiect numit Delain la finele anului 2002. Pe parcursul anului 2003 membrii Within Temptation susțin un turneu european în compania formației britanice Paradise Lost și semnează un contract cu casa de discuri GUN Records; aceasta promovează intensiv albumul Mother Earth, care primește la scurt timp un certificat de aur în Germania pentru 100.000 de exemplare vândute. De asemenea, în primăvara anului 2003 era lansată pe disc single o preluare a șlagărului Running Up That Hill de Kate Bush, material discografic distribuit în exclusivitate în regiunea Benelux. Răsplata prestației muzicale de calitate a grupului este reprezentată de trofeele Conamus, The Silver Hard și Edison obținute, dar și de vânzările materialului Mother Earth, care se ridică la peste 750.000 de exemplare în Europa.

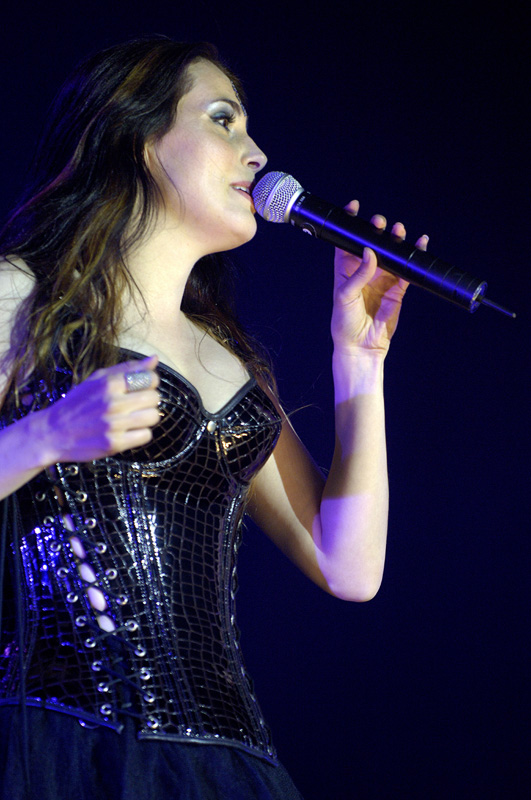
Sharon den Adel în concert cu Within Temptation, iulie 2006.

Pe parcursul anului 2004 membrii Within Temptation lucrează la înregistrarea celui de-al treilea album din cariera grupului; în vederea imprimării discului ei lucrează cu diverse studiouri din Belgia, Țările de Jos și Suedia și fac o călătorie în Rusia pentru a înregistra alături de un cor și o orchestră formată din 80 de persoane. Avându-l ca producător principal pe Daniel Gibson, materialul The Silent Force reprezintă o îndepărtare a grupului de muzica metal în favoarea unui gen apropiat pop-rock-ului. Beneficiind de o promovare puternică din partea casei de discuri GUN Records, discul este lansat în noiembrie 2004 în Europa Continentală și se bucură de succes comercial instant — în trei săptămâni de la data publicării primește certificări de aur în Belgia, Țările de Jos și Germania. De asemenea, promovarea proiectului s-a făcut prin extragerea pe single a pieselor „Stand My Ground”, „Memories” și „Angels”, trei compoziții intens apreciate de către public și totodată ocupante ale unor poziții înalte în clasamentele europene. Deși materialul The Silent Force este apreciat de fanii Within Temptation din Europa și a fost comercializat în peste 650.000 de exemplare, recenziile criticilor au fost mixte; în timp ce unii critici apreciau melodicitatea și dramatismul discului, alții blamau decizia grupului de a adopta un stil comercial, „apropiat de muzica pop”.
Pe parcursul anului 2005 grupul concertează extensiv și are onoarea de a cânta în deschiderea câtorva dintre recitalurile susținute de formațiile Iron Maiden și Rammstein în Europa. Concomitent Within Temptation câștigă un trofeu la Premiile Muzicale Mondiale, categoria „Cel mai de succes artist neerlandez pe plan internațional”, triumfă la galele Conamus și Edison și primește o distincție la TMF Awards (vezi aici). De asemenea, în vara anului 2005 a semnat un contract de management cu casa de discuri Roadrunner Records, prin intermediul căruia compania s-a angajat să promoveze materialele discografice ale formației în Anglia, Australia și Japonia. La finele aceluiași se naște Eva Luna, fiica cuplului format din Sharon den Adel și Robert Westerholt, iar formația intră într-o perioadă de pauză; totuși, pe parcursul lui 2006 grupul susține participă la mai mult de 20 de festivaluri și începe înregistrările pentru un nou material discografic.

### Evoluția muzicală (2007 — 2012)

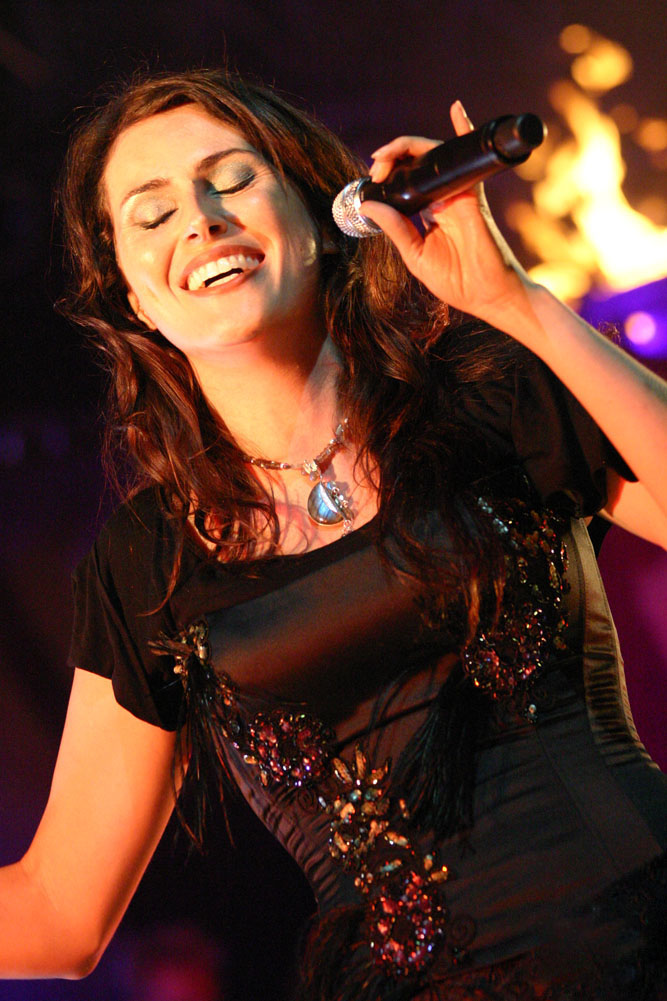
Sharon den Adel în concert cu Within Temptation, iulie 2007.

După un an de sesiuni de înregistrări, cel de-al patrulea album de studio semnat Within Temptation este lansat în martie 2007; purtând numele The Heart of Everything, discul a fost comercializat în Europa prin intermediul casei de discuri GUN Records, iar de promovarea pe plan internațional s-a ocupat compania Roadrunner Records. Materialul s-a bucurat de reacții favorabile din partea criticilor de specialitate, care-l numeau „[un disc] închegat ce conține, per total, o bună diversitate de cântece, linii melodice și interpretări vocale”, dar și pe plan comercial, peste 50.000 de exemplare fiind vândute în săptămâna lansării. Pentru a promova materialul The Heart of Everything, membrii Within Temptation lansează pe single piesa „What Have You Done”, un duet cu Keith Caputo, cântărețul formației americane Life of Agony. Compoziția cucerește rapid clasamentele din Europa și este asemuită de către critici cu hitul grupului Evanescence, „Bring Me to Life”. Următoarele cântece promovate, baladele „Frozen”, „All I Need”, „Forgiven” și compoziția ritmată „The Howling”, au beneficiat de sprijinul posturilor radio și au ocupat poziții medii în ierarhiile de specialitate din Benelux. Lansarea albumului The Heart of Everything în S.U.A. are loc în iulie 2007 și este susținută prin intermediul a două turnee, unul în compania formației italiene Lacuna Coil și unul pe cont propriu în toamna aceluiași an. Reîntorși în Europa, membrii Within Temptation aveau să încheie anul printr-o serie de concerte, dar și prin câștigarea câtorva premii, printre cele mai importante numărându-se distincția MTV EMA la categoria „Cel mai bun cântăreț neerlandez/belgian”, dar și un nou trofeu la Premiile Muzicale Mondiale, secțiunea „Cel mai de succes artist neerlandez pe plan internațional”.
La data de 7 februarie 2008 formația Within Temptation susține la Rotterdam, în fața unui public format din 10.000 de persoane, un concert în compania orchestrei Metropole. Recitalul a fost filmat și lansat pe DVD în toamna aceluiași an; purtând numele Black Symphony, albumul s-a bucurat de aprecierea criticilor și de succes comercial. Pe parcursul stagiunii 2008-2009 grupul concertează intens în America de Sud și Europa, iar seria de recitaluri acustice este oprită în iunie 2009 datorită nașterii celui de-al doilea copil al cuplului format din Sharon den Adel și Robert Westerholt, un băiețel pe nume Robin Aiden. În toamna aceluiași formația lansează un nou album în concert, numit An Acoustic Night at the Theatre, pe care erau incluse versiuni acustice ale celor mai cunoscute piese înregistrate de Within Temptation. Pentru a promova materialul grupul imprimă o nouă piesă numită „Utopia”, care este lansată pe single și activează în clasamentele din Benelux și Elveția. La finele anului 2009 membrii Within Temptation au început să compună cântece pentru cel de-al cincilea album de studio, iar pe parcursul anului 2010 grupul a susținut o nouă serie de concerte acustice în Europa. Odată cu încheierea acestui turneu bateristul Stephen van Haestregt își făcea publică dorința de a părăsi Within Temptation prin intermediul unei scrisori deschise.

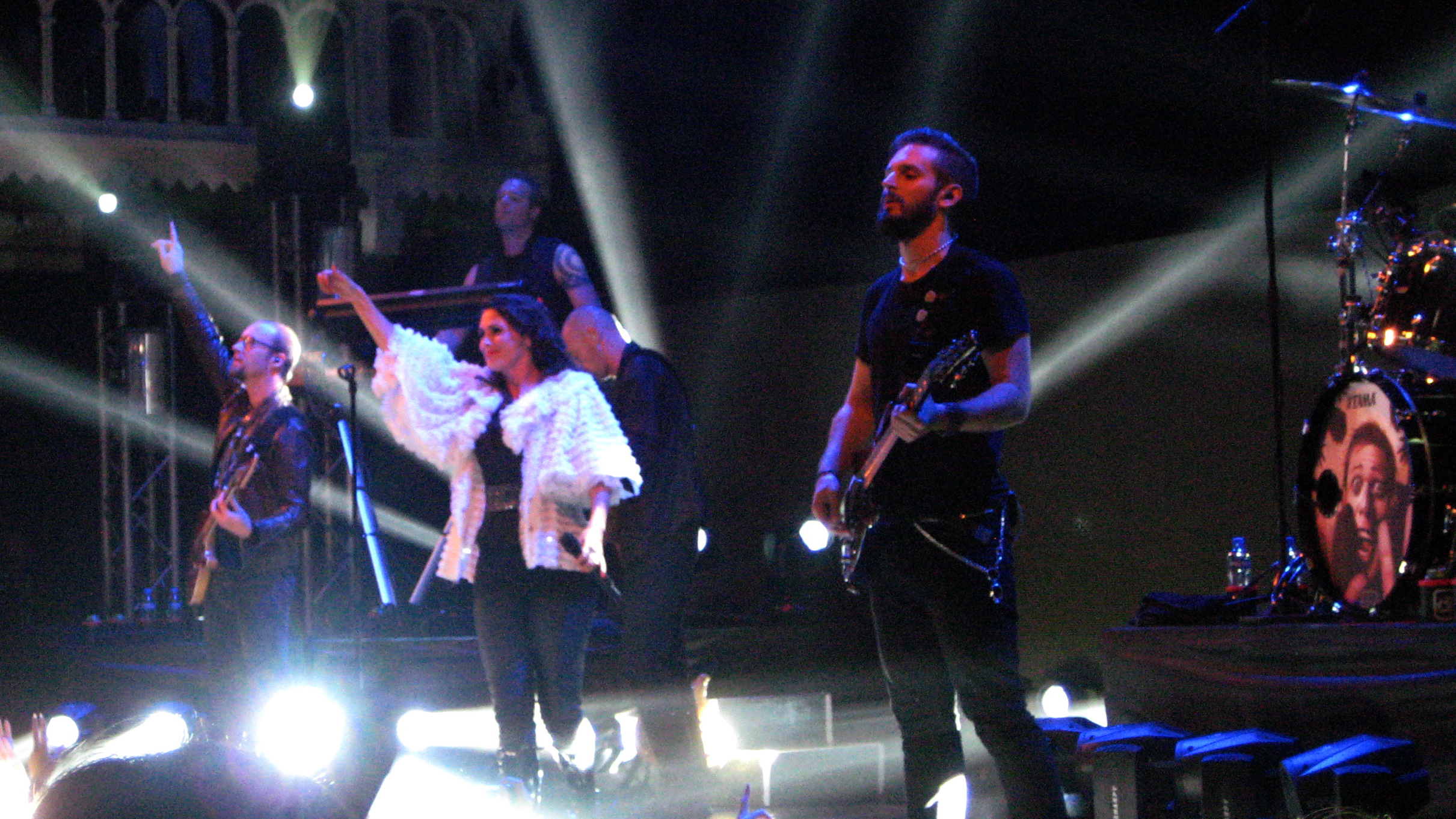
Membrii Within Temptation într-un concert din turneul The Unforgiving World Tour (2011).

În cea de-a doua jumătate a anului 2010 grupul a înregistrat noul material discografic în compania unui bateristului suedez Nicka Hellenberg; în februarie 2011 Mike Coolen avea să devină toboșarul oficial al formației. Lansarea celui de-al cincilea album Within Temptation, intitulat The Unforgiving, a avut loc la finele lunii martie și a coincis cu venirea pe lume a celui de-al treilea copil al cântăreței Sharon den Adel, un băiețel pe nume Logan Arwin. Acesta este primul album conceptual al grupului, publicarea sa fiind susținută prin lansarea unei benzi desenate și a trei filme scurt-metraj. Discul s-a bucurat atât de aprecierea criticilor, care îl numeau „o veritabilă capodoperă, un scop măreț, epic în sunet și stil”,, cât și a ascultătorilor din întreaga lume, fiind comercializat în peste 100,000 de exemplare în primele două săptămâni de la lansare. Promovarea albumului The Unforgiving s-a făcut prin extragerea pe single a pieselor „Faster”, „Sinéad” și „Shot in the Dark”, compoziții care au beneficiat de videoclipuri și sprijinul posturilor radio. La 10 iunie 2011 a fost lansat și videoclipul piesei Sinéad, alături de alte 3 remixuri făcute de trei DJi diferiți. De asemenea, pentru a crește popularitatea materialului, formația a susținut un turneu internațional care a debutat în luna august și s-a încheiat în noiembrie 2011.
În vederea promovării albumului, formația a participat mai întâi la Festivalul de la Sziget, urmat la data de 12 august de turneul „The Unforgiving”, care a debutat la Huntenpop Festival, unde formația a interpretat întregul album The Unforgiving alături de alte hituri, în cadrul evenimentului „The First Challenge”. În august formația a luat parte la mai multe festivaluri de vară precum M'era Luna și Lowlands și mai multe concerte în săli începând cu luna septembrie, în Statele Unite și în Europa. În septembrie, albumul a fost certificat cu discul de aur în Polonia. Tot în aceeași lună, s-a anunțat că Robert Westerholt se va retrage din turneu pentru a avea grijă de cei trei copii pecare îi are cu Sharon den Adel. Robert încă se ocupă de producerea și compunerea pieselor, locul său pe scenă fiind luat de Stefan Helleblad. Conform agregatorului de muzică Last.fm, care a dat publicității cifrele finalului de an, Within Temptation a fost a 91-a cea mai ascultată formație din lume, cu 90.000 noi ascultători, ocupând locul al 18-lea în Rusia, 23 în Polonia, 41 în Finlanda, 56 în Germania, 79 în Brazilia și 90 în Chile.
La începutul anului 2012 formația a continuat turneul în America de Sud, susținând mai multe concerte în Brazilia, Chile, Argentina, Peru și Ecuador. La întoarcerea în Europa, formația a susținut un turneu semi-acustic pe durata lunii martie 2012 în Țările de Jos, denumit Sanctuary, în genul albumului An Acoustic Night at the Theatre, în care au interpretat mai multe cântece noi la acea vreme precum Say My Name, The Last Dance, Overcome, Bittersweet și unele mai puțin populare, ca Restless, Sounds Of Freedom, The Swan Song și Our Farewell. La 8 mai 2012 Sharon den Adel și Ruud Jolie au participat la înregistrările DWDD, interpretând un cover acustic după Smells Like Teen Spirit al celor de la Nirvana. În vara anului 2012, formația a luat parte la mai multe festivaluri europene de muzică, precum Sonisphere, Masters of Rock, Rock Werchter, Summerbreeze și Gods of Metal. Pentru sărbătorirea celei de-a cincisprezecea aniversări a formației, Within Temptation a susținut concertul Elements de la Sportpaleis, Belgia, cu casa închisă. Formația a fost acompaniată de Il Novecentro Orchestra, dar și invitați speciali printre care și foști membri. Tot în cadrul acestei aniversări, Q-Music i-a cerut formației să interpreteze orice cântec într-un „stil Within Temptation” odată pe săptămână, timp de cincisprezece săptămâni, ca parte a programului Within Temptation Friday. Coverurile au fost în mare parte făcute după cântece pop pe care formația le-a redat într-o manieră de rock simfonic. Printre cântecele interpretate s-au aflat cele alor Imagine Dragons, OneRepublic, Lana Del Rey și The Who.

### Hydra(2013 — prezent)

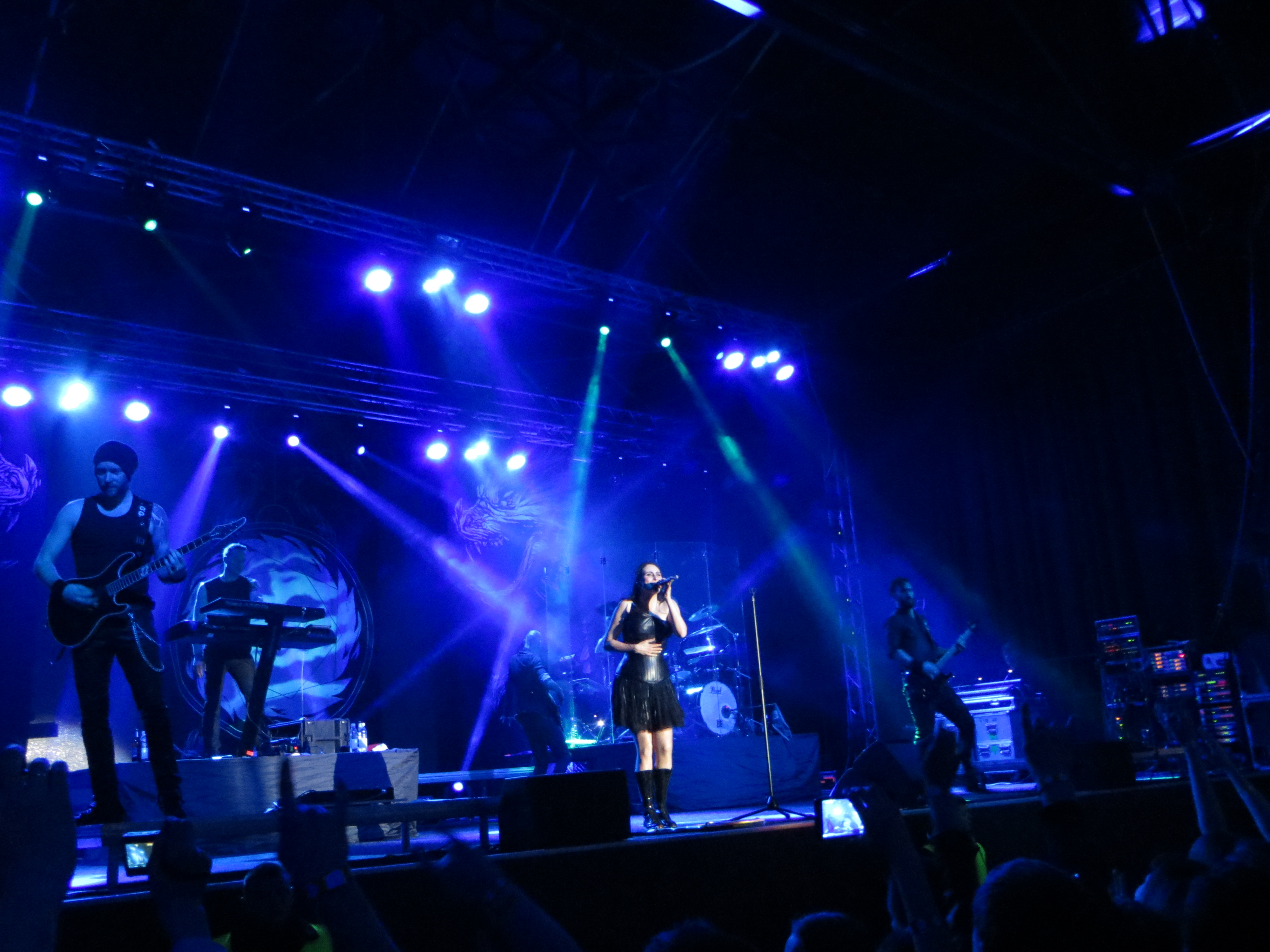
Within Temptation la Kiev, 31 martie 2015

Compunerea cântecelor pentru cel de-al șaselea album a început în 2012, cu primele șase cântece fiind compuse în prima jumătate a anului. Albumul era programat pentru lansare în septembrie de către noua casă de discuri, BMG și în Țările de Jos de Universal Music. Formația a susținut mai multe concerte la festivalurile de vară Nova Rock, Gateway Rock și Festivalul Greenfield. La data de 19 aprilie formația a lansat albumul de coveruri The Q-Music Sessions, în care erau prezente 11 din cele 15 coveruri interpretate de formație pentru postul de radio belgian Q-music. În aceeași zi a fost lansat și videoclipul oficial al coverului după piesa Titanium. La data de 16 iunie au început filmările pentru primul videoclip al albumului, album despre care Westerholt a menționat că va conține și țipete. La mijlocul lui mai, chitaristul Jeroen van Veen a înregistrat partiturile de bas pentru primele cinci cântece. La 12 iulie, formația a lansat un videoclip despre următorul album, fără însă a-i menționa numele. În următoarea lună formația a anunțat titlul primului single „Paradise (What About Us?)”, alături de un videoclip care cuprindea versuri și un solo de chitară. În America de Nord albumul a fost lansat de Nuclear Blast, cu președintele companiei Monte Conner declarând că „Sunt foarte puține formații în ziua de astăzi care reușesc să lanseze piese în ritmul și cu consecvența pe care o are Within Temptation. De aceea au o bază mare de fani la nivel mondial incredibil de loială. Sunt încântat că au ales Nuclear Blast Entertainment ca partener oficial în Statele Unite.” Pentru lansarea în Regatul Unit formația a semnat un contract cu Dramatico. Odată ce înregistrările pentru tobe și voce s-au terminat, înregistrările pentru partea chitarei principale au început pe 26 august.
La 30 august, formația a anunțat că single-ul principal, Paradise (What About Us?), va fi lansat pe EP, care va mai cuprinde trei melodii de pe următorul album într-o formă demonstrativă, acestea fiind „Let Us Burn”, „Silver Moonlight” și „Dog Days”. La 13 septembrie formația a anunțat că Tarja Turunen a fost invitată să interprezete cântecul principal. EP-ul a fost lansat pe 27 septembrie. Pe 25 și 26 octombrie, den Adel și Westerholt au prezentat presei un număr necunoscut de cântece de pe următorul album. Al doilea single promoțional, Dangerous, a fost lansat la 20 decembrie, iar de pe acesta făcea parte and features fostul cântăreț al celor de la Killswitch Engage, Howard Jones. Hydra a fost lansat pe 31 ianuarie 2014 în Europa și pe 4 februarie în Statele Unite și Regatul Unit, bucurându-se de succes comercial și de critici pozitive. Albumul a intrat în Billboard 200 pe locul douăzeci, ajungând până pe 16, în prima săptămână de la lansare fiind vândute peste 15.000 de exemplare. „Hydra” a atins prima poziție în clasamentul American Top Hard Rock album, și a devenit cel mai bine clasat album al formației în Austria, Franța, Germania,, Marea Britanie și Elveția. Datorită succesului albumului și a turneului american, Nuclear Blast a decis ca pe 10 noiembrie 2014 să relanseze și albumurile Enter și The Dance. În mai 2014 formația a lansat EP-ul „And We Run”, în colaborare cu rapperul Xzibit, pe care se aflau și alte cântece nelansate pe albumul Hydra. A urmat lansarea piesei „Edge The World” la radio pe BBCRadio2 în octombrie 2014. Din 20 februarie 2014 formația a susținut mai multe concerte pe patru continente în cadrul „Hydra World Tour”, cu concerte programate până în octombrie 2015.

## Stilul muzical
Odată cu apariția albumului Enter (1997) criticii de specialitate au inclus muzica formației Within Temptation în subgenul metal gotic, descriind-o astfel: „muzica este lentă și mai dureros de depresivă decât cea a altor formații de metal gotic precum Theatre of Tragedy sau Tristania”. De asemenea, în timp ce unii recenzori apreciau complexitatea compozițională și riff-urile puternice de chitară, alții complimentau dialogul vocal dintre Robert Westerholt (voce agresivă) și Sharon den Adel (soprană), „care te duce cu gândul la Theatre of Tragedy sau Orphanage, dar clapele și orchestrațiile ample conferă pieselor o tentă simfonică.” Criticul Jorn van Schaïk concluziona analiza asupra materialului Enter astfel – „Per total, ca și album de debut, acest disc demonstrează imensul potențial al formației”. EP-ul The Dance (1998) a fost numit „un pas important în cariera grupului” care „ne prezintă maturizarea muzicală a acestuia prin explorarea parametrilor metalului orchestral, neo-clasic”.
Lansarea albumului Mother Earth (2000) reprezintă un punct de cotitură din punct de vedere stilistic pentru formația Within Temptation. Robert Westerholt renunță la pasajele vocale agresive în favoarea glasului „angelic” al cântăreței Sharon den Adel, iar liniile melodice preluau influențe din muzica celtică și neo-folk. Recenzorii din mediul online au apreciat discul pentru că „definea noi dimensiuni în ceea ce privește muzica metal”; de asemenea, cel mai apreciat instrument folosit la compunerea CD-ului era claviatura, cu ajutorul acestuia cântecele fiind atmosferice și cursive. Criticul Robert Taylor (Allmusic) și-a încheiat recenzia astfel: „[Mother Earth] este un album de reper, care a impus noi standarde pentru creativitate, muzicalitate și gust – nu numai pentru metal, ci și pentru toate celelalte genuri”.
Avându-l ca producător principal pe Daniel Gibson, materialul The Silent Force (2004) reprezintă o îndepărtare a grupului de muzica metal în favoarea unui gen apropiat pop-rock-ului. Discul a fost catalogat drept „foarte melodic, interesant și relaxant”, însă unii dintre recenzori au dezaprobat decizia formației de a adopta un stil muzical comercial astfel – „câteodată albumul sună ca și cum Within Temptation ar imita grupul Evanescence”. În schimb, unii dintre critici au apreciat „efectele electronice introduse, care îi oferă discului acea latură modernă pe care Mother Earth nu a avut-o”, iar alții numeau materialul The Silent Force „un monument de melodii opulente, elemente orchestrale zdrobitoare și o imensă desfășurare de forțe”. Concluzionând, editorii site-ului LordsOfMetal.nl spuneau următoarele – „Din nefericire The Silent Force nu este magnum opusul formației – îi lipsește varietatea de pe Enter și finețea de pe Mother Earth – însă este cu siguranță unul dintre cele mai bune albume înregistrate în Țările de Jos în ultimii zece ani”.
Publicarea albumului The Heart of Everything a stârnit interesul criticilor de specialitate, părerile acestora fiind împărțite. În timp ce unii spuneau că este un disc „un disc extrem de superficial, făcut doar din motive comerciale, prea «dulce» și neinspirat pentru a fi un album bun”, alții apreciau noua direcție stilistică a grupului și categoriseau materialul astfel – „[este un LP] închegat ce conține, per total, o bună diversitate de cântece, linii melodice și interpretări vocale”. De asemenea, editorii site-ului PopMatters spuneau că „The Heart of Everything este un album fantastic, poate chiar strălucitor, peste media impusă de consumatorii rock care par să nu se mai sature de această imagine gotică”. Materialul a primit aprecieri și din partea unuia dintre editorii About.com, care avea să spună despre Within Temptation că „este o formație care a găsit echilibrul optim între elementele din rock-ul comercial, profunzimea și complexitatea muzicii clasice și latura întunecată a metalului gotic”.
Odată cu lansarea albumului The Unforgiving (2011) o mare parte dintre critici au remarcat o schimbare în ceea ce privește stilul muzical al formației. Deși materialul s-a bucurat de reacții general favorabile, au existat și câțiva recenzori care l-au ironizat, folosind titluri precum „Metalul gotic și muzica ABBA se combină pe noul album Within Temptation”. Pe de altă parte au existat multe opinii care apreciau schimbarea de stil a grupului, spunând despre The Unforgiving că „include influențe din muzica pop a anilor '80 și sună comercial, însă este sunetul acela comercial de acum 20 de ani. Este metalul de modă veche, este genial”. Criticul Trey Spencer concluziona analiza asupra materialului astfel – „The Unforgiving este cu siguranță cel mai ambițios proiect Within Temptation și totodată cel mai bun din cariera sa”.
Numele celui de-al șaselea album al formației, Hydra, face referire la schimbările care au avut loc în sound-ul formației, Westerholt declarând despre acesta că: „Hydra este un titlu perfect pentru noul nostru album, pentru că precum monstrul însuși, materialul însuși redă mai multe laturi ale muzicii noastre.” Revista Aquarian Weekly a considerat titlul ca fiind unul foarte potrivit, comparându-l cu istoria muzicală diversificată a formației, susținând că ea a reușit să stabilească un echilibru între toate schimbările muzicale. În timpul turneului Hydra, sextetul a fost denumit și „o formație care sfidează stereotipurile”.

## Discografie
| Albume de studio - Enter (1997) - Mother Earth (2000) - The Silent Force (2004) - The Heart of Everything (2007) - The Unforgiving (2011) - Hydra (2014) - Resist (2019) | Albume în concert - Mother Earth Tour (2003) - The Silent Force Tour (2005) - Black Symphony (2008) - An Acoustic Night at the Theatre (2009) - Let Us Burn (2014) | Discuri EP - The Dance (1998) - The Howling (2007) - Sinéad, the Remixes (2011) - Paradise (What About Us?) (2013) - And We Run (2014) |

## Componență
| Vocal - Sharon den Adel (1996 – prezent) Chitară ritmică - Stefan Helleblad (2011 - prezent) - Robert Westerholt (1996 – prezent, din 2008 doar studio) Chitară bas - Jeroen van Veen (1996 – prezent) Chitară principală - Ruud Adrianus Jolie (2001 – prezent) Claviaturi - Martijn Spierenburg (2001 – prezent) Baterie - Mike Coolen (2011 – prezent) | Chitară principală - Michiel Papenhove (1996 – 2001) - Jelle Bakker (2001) Claviaturi - Martijn Westerholt (1996 – 2001) Baterie - Richard Willemse (1996) - Dennis Leeflang (1996) - Ivar de Graaf (1996 – 1998; 1999 – 2001) - Marius van Pyreen (1998) - Ciro Palma (1998 – 1999) - Stephen van Haestregt (2002 – 2010) |

## Premii, distincții și realizări

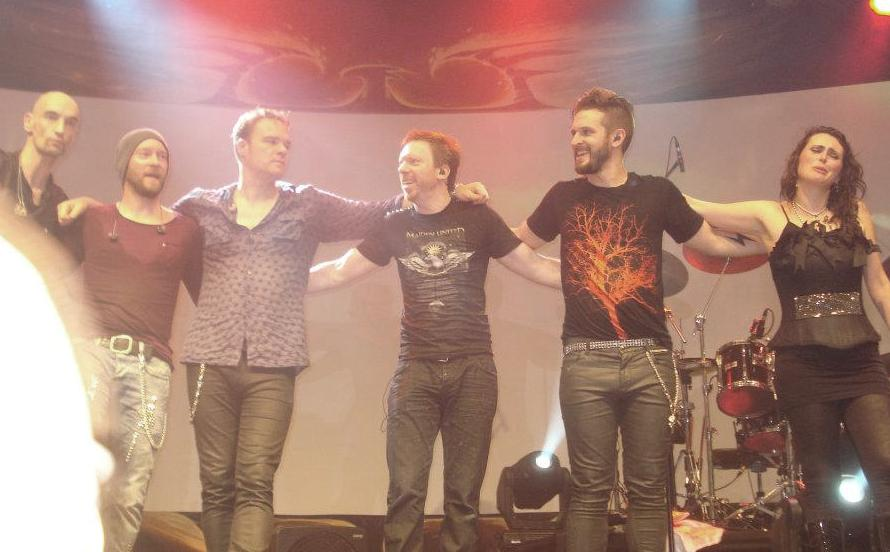
Formația actuală a Within Temptation în concerte. De la stânga la dreapta: van Veen, Jolie, Spierenburg, Coolen, Helleblad și den Adel.

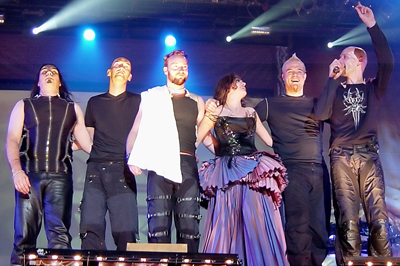
Within Temptation în formație completă, de la stânga la dreapta: van Haestregt, van Veen, Jolie, den Adel, Spierenburg, Westerholt.

Următoarea listă prezintă premiile notabile obținute de către formația Within Temptation.
| Anul | Juriul                          | Categoria                                                                         | Compoziția nominalizată | Rezultatul   |
| ---- | ------------------------------- | --------------------------------------------------------------------------------- | ----------------------- | ------------ |
| 2002 | Zilveren Harp                   | –                                                                                 | Within Temptation       | Câștigat     |
| 2002 | Premiile TMF (Țările de Jos)    | Cel mai promițător artist                                                         | Within Temptation       | Câștigat     |
| 2002 | Premiile TMF (Belgia)           | Cel mai bun rock                                                                  | Within Temptation       | Câștigat     |
| 2003 | Premiul Edison                  | Cel mai bun DVD Live                                                              | Mother Earth Tour       | Câștigat     |
| 2004 | Premiul Buma Export             | –                                                                                 | Within Temptation       | Câștigat     |
| 2005 | Premiul Edison                  | Cea mai bună formație                                                             | Within Temptation       | Câștigat     |
| 2005 | Premiile TMF (Țările de Jos)    | Cel mai bun rock                                                                  | Within Temptation       | Câștigat     |
| 2005 | Popprijs                        | –                                                                                 | Within Temptation       | Câștigat     |
| 2005 | Premiul Buma Export             | –                                                                                 | Within Temptation       | Câștigat     |
| 2005 | Premiile Muzicale Mondiale      | Cel mai de succes artist neerlandez                                               | Within Temptation       | Câștigat     |
| 2005 | MTV Europe Music Awards         | Cel mai bun artist neerlandez/belgian                                             | Within Temptation       | Nominalizare |
| 2006 | Premiile 3FM                    | Cel mai bun artist rock                                                           | Within Temptation       | Câștigat     |
| 2006 | Golden God                      | Cel mai bun videoclip                                                             | „Angels”                | Câștigat     |
| 2006 | Premiul Buma Export             | –                                                                                 | Within Temptation       | Câștigat     |
| 2007 | Premiile 3FM                    | Cel mai bun artist rock                                                           | Within Temptation       | Câștigat     |
| 2007 | Premiile TMF (Belgia)           | Cel mai bun artist live (internațional)                                           | Within Temptation       | Câștigat     |
| 2007 | Premiile TMF (Țările de Jos)    | Cel mai bun artist live                                                           | Within Temptation       | Câștigat     |
| 2007 | Premiile TMF (Țările de Jos)    | Cel mai bun videoclip                                                             | „What Have You Done?”   | Câștigat     |
| 2007 | MTV Europe Music Awards         | Cel mai bun artist neerlandez/belgian                                             | Within Temptation       | Câștigat     |
| 2007 | Premiile Muzicale Mondiale      | Cel mai de succes artist neerlandez                                               | Within Temptation       | Câștigat     |
| 2009 | Gouden Harp                     | –                                                                                 | Within Temptation       | Câștigat     |
| 2009 | Premiile 3FM                    | Cel mai bun artist live                                                           | Within Temptation       | Câștigat     |
| 2009 | Premiile 3FM                    | Cel mai bun rock                                                                  | Within Temptation       | Nominalizare |
| 2009 | Female Metal Voices Fest Awards | Cel mai bun album                                                                 | The Heart Of Everything | Câștigat     |
| 2011 | Premiile 3FM                    | Cel mai bun rock                                                                  | Within Temptation       | Nominalizare |
| 2011 | Buma Music In Motion            | Premiu oferit pentru campania inovatoare de promovare a albumului The Unforgiving | Within Temptation       | Câștigat     |
| 2011 | Festivalul Filmului Neerlandez  | Cel mai bun videoclip                                                             | Faster                  | Nominalizare |
| 2011 | Festivalul Filmului Neerlandez  | Cel mai bun videoclip                                                             | Sinéad                  | Nominalizare |
| 2011 | Festivalul Filmului Neerlandez  | Cel mai bun scurt-metraj                                                          | Mother Maiden           | Nominalizare |
| 2011 | Festivalul Filmului Neerlandez  | Cel mai bun scurt-metraj                                                          | Sinéad                  | Nominalizare |
| 2011 | Festivalul Filmului Neerlandez  | Cel mai bun scurt-metraj                                                          | Triplets                | Nominalizare |
| 2011 | Premiile Muzicale Loudwire      | Albumul anului                                                                    | The Unforgiving         | Câștigat     |
| 2011 | Premiile Muzicale Loudwire      | Formația anului                                                                   | Within Temptation       | Câștigat     |
| 2011 | Premiile Muzicale Loudwire      | Zeița rock a anului                                                               | Sharon den Adel         | Câștigat     |
| 2012 | Premiile 3FM                    | Cel mai bun artist rock                                                           | Within Temptation       | Nominalizare |
| 2012 | Female Metal Voices Fest Awards | Cel mai bun album                                                                 | The Unforgiving         | Nominalizare |
| 2012 | Female Metal Voices Fest Awards | Cea mai bună copertă                                                              | The Unforgiving         | Nominalizare |
| 2014 | Premiile Muzicale Mondiale      | Cel mai bun album                                                                 | Hydra                   | Nominalizare |
| 2014 | Premiile Muzicale Mondiale      | Cea mai bună formație                                                             | Within Temptation       | Nominalizare |
| 2014 | Premiile Muzicale Mondiale      | Cel mai bun artist live                                                           | Within Temptation       | Nominalizare |
| 2014 | Golden Gods                     | Cea mai bună formație internațională                                              | Within Temptation       | Nominalizare |
| 2014 | Premiile AIM                    | Albumul independent al anului                                                     | Hydra                   | Nominalizare |
| 2014 | Premiile Metal Hammer           | Cel mai bun album                                                                 | Hydra                   | Nominalizare |
| 2014 | Premiile Metal Hammer           | Cea mai bună formație live                                                        | Within Temptation       | Câștigat     |
| 2014 | Premiile Bandit Rock            | Cel mai bun album                                                                 | Hydra                   | Nominalizare |
| 2015 | Premiile Muzicale Loudwire      | Zeița rock a anului                                                               | Sharon den Adel         | Câștigat     |
| 2016 | Premiul Buma Export             | –                                                                                 | Within Temptation       | Câștigat     |